# Vatea
Nella mitologia delle Isole Cook, Vatea o Avatea era il dio del cielo. Egli è stato creato quando la dea madre primordiale, Varima-te-takere, tirato fuori una parte del lato destro del suo corpo. In miti d'origine di Mangaia, egli fu il padre degli dèi e degli uomini. Era un essere ibrido, metà uomo e metà pesce.